# Санкт Петербург (хотел)
Вижте пояснителната страница за други значения на Санкт Петербург.
Хотел „Санкт Петербург“ е четиризвезден хотел, намиращ се в Пловдив, на булевард „България“, недалече от панаира. Първоначално носи името „Ленинград“. Хотелът е най-високата сграда в Пловдив.

## История
Строителството на парк хотел „Ленинград“ в Пловдив започва през 1977 г. по проект на арх. Душко Романов и конструктор инж. Румен Младжов. Хотелът е пуснат в експлоатация през юни 1981 г.
През април 1992 г. град Ленинград си връща предишното име Санкт Петербург и кратко след това булевардът и хотелът със същото име в Пловдив са преименувани.

## Характеристики
Височината на хотела е 76 м, което го нарежда сред най-високите сгради не само в града, но и в цяла България. Коплексът включва:
- Аква парк с лятна градина
- Основен ресторант (500 места)
- Бизнес ресторант (100 места)
- Виенска сладкарница
- Нощен бар „Бели нощи“
- Дневен бар „Панорама“ – 22 етаж, гледка към целия град
- Три конферентни зали
- Два охраняеми паркинга

Мозайките в зала „Дружба“ и във фоайето на рецепцията са дело на художника Димитър Киров.